# 弥陀镇 (泸州市)
弥陀镇，是中华人民共和国四川省泸州市江阳区曾经下辖的一个镇。2019年12月，撤销弥陀镇，将其所属行政区域划归黄舣镇管辖。

## 行政区划
弥陀镇撤销前下辖以下地区：
弥陀社区、金锋村、群利村、泸弥村、来龙山村、中寨村、潜力村、三度村、金华村、王河村、清凉村、牌坊村、联合村、冲锋村、砖房子村、杨湾村和大湾村。